# Síndrome de trismo-pseudocamptodactilia
El síndrome de trismo-pseudocamptodactilia es una artrogriposis distal, genética e  infrecuente que se caracteriza por trismo, y pseudocamptodactilia

## Signos y síntomas
La siguiente lista contiene los síntomas de esta condición:
- Trismo (dificultades para abrir la boca)
- Pseudocamptodactilia (los dedos de la mano se doblan al intentar la dorsiflexión
- Deformidades leves del pie
- Estatura baja leve
- Músculos y tendones cortos
- Rango de movimiento bajo de los pies y la mano (también de la boca, pero ese esta listado como el primer síntoma)

## Causas
Esta condición es causada por mutaciones autosómicas dominantes del gen MYH8, aunque en algunas personas la mutación es esporádica, lo que quiere decir que ninguno de sus padres la tenía ni tampoco se la transmitió. 
Este gen está encargado del desarrollo y función correctos de los músculos de la cara y de las extremidades.

## Descubrimiento
Fue descubierto en 1969 for Hecht y Beals, cuando describieron a un hombre y sus cuatro hijos.

## Epidemiología
Esta condición es muy infrecuente, aproximadamente 17 familias
alrededor del mundo han sido descritas alrededor del mundo. Se ha reportado una mayor prevalencia entre familias con ancestros holandeses.